# Perenethis venusta
Perenethis venusta är en spindelart som beskrevs av Ludwig Carl Christian Koch 1878. Perenethis venusta ingår i släktet Perenethis och familjen vårdnätsspindlar. Inga underarter finns listade i Catalogue of Life.